# Пешич, Драгиша
Драгиша Пешич (серб. Драгиша Пешић; 8 августа 1954, Даниловград, Социалистическая Республика Черногория, ФНРЮ — 8 сентября 2016, Подгорица, Черногория) — черногорский и югославский государственный деятель, председатель правительства Союзной Республики Югославии (2001—2003), Союза Сербии и Черногории (2003).

## Биография
В 1978 году окончил экономический факультет Сараевского университета. Работал на руководящих должностях в экономике.
С 1990 по 1998 год — председатель исполнительного комитета муниципальной Скупщины Подгорицы.
В 1996 году был избран в Скупщину Югославии, в течение двух лет возглавлял парламентский комитет по бюджету. До раскола партии в 1997 году входил в состав Главного совета Демократической партии социалистов Черногории. Затем, с момента основания занимал пост вице-президента Социалистической народной партии Черногории.
В 1998—2001 годах — министр финансов, а с 2001 по 2003 год — председатель правительства Союзной Республики Югославии.
В феврале—марте 2003 года занимал пост председателя правительства Союза Сербии и Черногории.